# 塔帕犁沛
塔帕犁沛是17世紀台灣西拉雅族信仰的一位男性神祇，西拉雅十三神之一。與妻子塔塔巫里為共同掌理戰爭之神，受戰士崇拜。